# 被解救的姜戈
《被解救的姜戈》（英語：Django Unchained，/ˈdʒæŋɡoʊ/，JANG-oh）是一部2012年上映的美國西部片，昆汀·塔倫提諾执导及编剧，由傑米·福克斯、克里斯多夫·華茲、李奧納多·狄卡皮歐、凱莉·華盛頓和山繆·傑克森主演。
片名是向意大利导演塞吉奥·考布西於1966年执导的经典作品《贊高》致敬，影片集合了许多幽默情节和动作段落。故事設定於美國舊西部與內戰前的美國深南部時代，發生地點為德克薩斯州。敘述一名非洲裔奴隸姜戈與冒充著牙醫名號的賞金獵人舒華茲醫生的旅程。2012年12月25日在美國上映。中国大陸原定于2013年4月11日上映，因技术及审查原因 (演员露出性器官) 在上映伊始突然暫緩，经过调整和修改后于5月12日上映。
全球票房超過4.25億美元，成為塔倫提諾票房最高的一部作品。获得許多獎項提名，包括奧斯卡金像獎五項提名。演員華茲贏得了多個獎項，包括金球獎、英國電影學院獎和奧斯卡獎的最佳男配角。導演塔倫提諾則贏得了奧斯卡最佳原創劇本獎、金球獎最佳劇本與英國電影學院獎最佳原創劇本。

## 剧情
故事设定在南北战争前两年的美国南部，贊高是一个奴隶，在德国裔赏金猎人舒爾茲的幫助下成為自由人。他协助舒爾茲缉拿各种通缉犯以换取报酬，及试图从邪恶的「糖果莊園」主卡爾文·坎迪 手里解救出自己的妻子。

## 演員
| 演員              | 角色                                                         | 備註                                               |
| 傑米·福克斯       | 贊高 （Django "Freeman"）                                    | 前非洲裔奴隸，後跟著舒華茲成為賞金獵人。           |
| 克里斯多夫·華茲   | 金·舒爾茲 醫生 （Dr. King Schultz）                          | 德國人，曾當牙醫，現為賞金獵人。                   |
| 李奧納多·狄卡皮歐 | 卡爾文·坎迪 （Calvin Candie）                                | 「糖果莊園」主人，經營着許多行業，包括角鬥士奴隸。 |
| 凱莉·華盛頓       | 布希達·「希爾蒂」·馮·沙夫特 （Broomhilda "Hildi" Von Shaft） | 非洲裔奴隸和決哥的妻子。                           |
| 山繆·傑克森       | 史蒂芬 （Stephen）                                           | 奇雲的管家、心腹。                                 |
| 唐·強生           | 史賓賽·「大老爹」·貝內特 （Spencer 'Big Daddy' Bennett）     | 美國田納西州的棉花園老闆。                         |
| 華頓·哥金斯       | 比利·克瑞許 （Billy Crash）                                  | 奇雲的手下。                                       |
| 詹姆斯·瑞馬       | 艾斯·史派克 （Ace Speck）                                    | 史派克兄弟之一。                                   |
| 詹姆斯·瑞馬       | 布奇 （Butch Pooch）                                         | 奇雲的手下。                                       |
| 詹姆斯·羅素       | 迪克·史派克 （Dicky Speck）                                  | 史派克兄弟之一。                                   |

## 製作
「贊高」來自1966年Corbucci導演的電影《Django》；《Hercules Unchained》，這個美國式的標題來自1959年一部描述一位神秘英雄從壞蛋主導的奴役生涯中逃脫的義大利電影《Ercole e la regina di Lidia》；以及1970年描述一位重機騎士向一群鄉下人進行復仇的的美國重機電影《Angel Unchained》。

### 拍攝
《黑殺令》主要於2011年11月在加利福尼亞州開拍。2012年2月，接著在懷俄明州進行。2012年3月，其他拍攝地包括路易斯安那州的華勒斯和紐奧良。電影中的中槍場景是由35mm膠卷拍攝而成。儘管在最初劇本中，一個次要的橋段圍繞於蒙面的佐伊·貝爾，但由於時間的緣故而被剪掉。經過了130天的拍攝期，電影於2012年7月結束拍攝。
由於曾與塔倫提諾合作過數次的剪輯師莎莉·門克在2010年去世，因此改為佛瑞德·拉斯金代替。拉斯金獲得了英國電影學院奖最佳剪輯提名，但此獎後來由《亞果出任務》的威廉·戈登伯格贏得。

## 發行

### 評價
烂番茄新鲜度88%，Metacritic媒体综评得分81分，其中8家媒体给出满分，获得广泛肯定。

### 票房
美国首周末收获3068万美元名列第二位。次周末入账2008万，继续位列亚军，累计达1.62亿美元。最终全球票房超过4.2亿美元，成績超越2009年的《惡棍特工》，成为當時昆汀导演票房最高的作品。

### 家庭媒體
2013年4月16日，釋出DVD、BD與線上數位下載版。在美國，DVD銷售的3193萬9733美元加上藍光的3028萬6838美元，總計6222萬6571美元。

## 榮譽
| 頒獎典禮             | 獎項         | 名字                | 結果 |
| -------------------- | ------------ | ------------------- | ---- |
| 第70届金球奖         | 最佳剧情片   |                     | 提名 |
| 第70届金球奖         | 最佳导演     | 昆汀·塔伦蒂诺       | 提名 |
| 第70届金球奖         | 最佳编剧     | 昆汀·塔伦蒂诺       | 獲獎 |
| 第70届金球奖         | 最佳男配角   | 克里斯托弗·瓦尔兹   | 獲獎 |
| 第70届金球奖         | 最佳男配角   | 莱昂纳多·迪卡普里奥 | 提名 |
| 第66届英国电影学院奖 | 最佳原創劇本 | 昆汀·塔伦蒂诺       | 獲獎 |
| 第66届英国电影学院奖 | 最佳男配角   | 克里斯托弗·瓦尔兹   | 獲獎 |
| 第66届英国电影学院奖 | 最佳导演     | 昆汀·塔伦蒂诺       | 提名 |
| 第66届英国电影学院奖 | 最佳音响     |                     | 提名 |
| 第66届英国电影学院奖 | 最佳剪辑     | 佛瑞德·拉斯金       | 提名 |
| 第85届奥斯卡金像奖   | 最佳影片     |                     | 提名 |
| 第85届奥斯卡金像奖   | 最佳原创剧本 | 昆汀·塔伦蒂诺       | 獲獎 |
| 第85届奥斯卡金像奖   | 最佳男配角   | 克里斯托弗-瓦尔兹   | 獲獎 |
| 第85届奥斯卡金像奖   | 最佳摄影     | 罗伯特·理察森       | 提名 |